# سیارک ۵۷۱

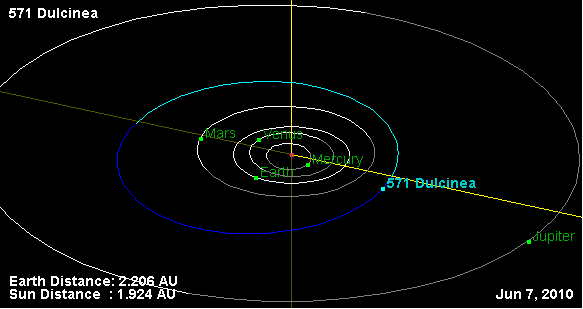
نمایی از محل قرارگیری سیارک ۵۷۱ در مدار – ۲۰۱۲

سیارک ۵۷۱ (به انگلیسی: 571 Dulcinea، نامگذاری:1905QZ) پانصد و هفتاد و یکمین سیارک کشف شده‌است که در ۴ سپتامبر ۱۹۰۵ و در هایدلبرگ کشف شد.
قدر مطلق سیارک برابر ۱۱٫۵۹ است.